# Список судебных округов Бургенланда
Это список юрисдикций, расположенных в федеральной земле Бургенланд. Перечислены все существующие юрисдикции, включая и бывшие судебные округа.

## История
В Венгрии немецко-язычное население преобладало в комитатах (графствах, уездах, медье) Визельбург (Мошон), Эденбург (Шопрон) и Айзенбург (Ваш).
После распада Австро-Венгрии в 1918 году немецкие жители «немецкой Западной Венгрии» (будущей федеральной земли Бургенланд) решили присоединиться к Австрии, так как немецко-язычные районы Западной Венгрии (нем. Deutsch-Westungarn) принадлежали до 1919 года венгерской части двуединой монархии Австро-Венгрии. Решение о передаче этой территории в состав Австрии, которую занимала «немецкая Западная Венгрия», было принято в Сен-Жерменском и Трианонском мирных договорах и с конца 1921 года Бургенланд стал полноправной федеральной землёй Первой Австрийской Республики. 

### Решение о создании судебных округов

Земельный и районный суды Айзенштадта

В отличие от административно-территориального деления австрийских коронных земель, разделённых на округа (нем. Bezirke) и судебные округа (нем. Gerichtsbezirke), Королевство Венгрия (нем. Königreich Ungarn) было разделено на комитаты (уезды) (нем. Komitate) и поместья (нем. Stuhlbezirke). Поэтому в немецко-язычных районах этого нового государственного образования необходимо было создать также новое административно-территориальное устройство: политические и судебные округа.
Для Бургенланда в соответствии с §48 постановления Федерального правительства (нем. Bundesregierung) Австрийской Республики от 22 июля 1921 года № 476 судом Высшей инстанции стал Высший земельный суд Вены (нем. Oberlandesgericht Wien). Также на выделенных для Австрии территориях одновременно с созданием Земельного суда Эденбурга  (нем. Ödenburg) в соответствии с §49 данного постановления были созданы судебные округа для гражданского и уголовного правосудия.

### Формирование судебных округов
Согласно §49 постановления от 22 июля 1921 года  № 476 в территориальную подсудность Земельного суда Эденбурга вошли районные суды Айзенштадт, Гюссинг, Еннерсдорф, Маттерсбург (до 1924 года Маттерсдорф), Нойзидль-ам-Зе, Оберпуллендорф, Оберварт и Эденбург.
Юрисдикции районного суда Эденбурга, как следует из данного постановления, подчинялись как сам город Эденбург (Шопрон), так и окружающие его сельские районы  политического округа Эденбург, а  юрисдикции районного суда Айзенштадта — свободные города Айзенштадт, Руст и политический округ Айзенштадт-Умгебунг. Остальные юрисдикции территориально полностью совпадали со вновь созданными политическими округами.
После поражения на референдуме в Шопроне (нем. Volksabstimmung in Ödenburg) Австрии пришлось уступить Венгрии город Эденбург с прилегающим политическим округом. В связи с этим Шопрон не мог быть центром вновь созданных политических округов и районных судов, не мог быть и административным центром вновь созданной федеральной земли. Также в таком случае не было возможности прокуратуре осуществлять свои обвинительную и представительскую функции. Поэтому функции по территориальной подсудности в Бургенланде от Земельного суда Эденбург были переданы в Земельный суд Вены по уголовным делам (нем. Landesgericht für Strafsachen Wien) и в  Земельный суд Вены по гражданским делам (нем. Landesgericht für Zivilrechtssachen Wien).
| Список судебных округов Бургенланда по состоянию на 1922 год | Список судебных округов Бургенланда по состоянию на 1922 год | Список судебных округов Бургенланда по состоянию на 1922 год | Список судебных округов Бургенланда по состоянию на 1922 год | Список судебных округов Бургенланда по состоянию на 1922 год | Список судебных округов Бургенланда по состоянию на 1922 год | Список судебных округов Бургенланда по состоянию на 1922 год | Список судебных округов Бургенланда по состоянию на 1922 год | Список судебных округов Бургенланда по состоянию на 1922 год | Список судебных округов Бургенланда по состоянию на 1922 год |
| № п/п                                                        | Судебные округа                                              | Судебные округа                                              | Судебные округа                                              | Судебные округа                                              | Политические округа                                          | Политические округа                                          | Политические округа                                          | Политические округа                                          | Местонахождение суда                                         |
| № п/п                                                        | Название                                                     | Название                                                     | Территория, га (2015.01.01)                                  | Население, чел. (1923.07.03)                                 | Название                                                     | Название                                                     | Территория, га (2015.01.01)                                  | Население, чел. (1923.07.03)                                 | Местонахождение суда                                         |
| № п/п                                                        | (рус.)                                                       | (нем.)                                                       | Территория, га (2015.01.01)                                  | Население, чел. (1923.07.03)                                 | (рус.)                                                       | (нем.)                                                       | Территория, га (2015.01.01)                                  | Население, чел. (1923.07.03)                                 | Местонахождение суда                                         |
| ------------------------------------------------------------ | ------------------------------------------------------------ | ------------------------------------------------------------ | ------------------------------------------------------------ | ------------------------------------------------------------ | ------------------------------------------------------------ | ------------------------------------------------------------ | ------------------------------------------------------------ | ------------------------------------------------------------ | ------------------------------------------------------------ |
| 1                                                            | Айзенштадт                                                   | Eisenstadt                                                   | 51 550,60                                                    | 42 010                                                       | Айзенштадт                                                   | Eisenstadt                                                   | 4 284,34                                                     | 6 796                                                        | Айзенштадт                                                   |
| 1                                                            | Айзенштадт                                                   | Eisenstadt                                                   | 51 550,60                                                    | 42 010                                                       | Айзенштадт-Умгебунг                                          | Eisenstadt Umgebung                                          | 45 267,30                                                    | 33 853                                                       | Айзенштадт                                                   |
| 1                                                            | Айзенштадт                                                   | Eisenstadt                                                   | 51 550,60                                                    | 42 010                                                       | Руст                                                         | Rust                                                         | 1 998,96                                                     | 1 361                                                        | Айзенштадт                                                   |
| 2                                                            | Гюссинг                                                      | Güssing                                                      | 48 502,52                                                    | 34 385                                                       | Гюссинг                                                      | Güssing                                                      | 48 502,52                                                    | 34 385                                                       | Гюссинг                                                      |
| 3                                                            | Еннерсдорф                                                   | Jennersdorf                                                  | 25 319,64                                                    | 23 936                                                       | Еннерсдорф                                                   | Jennersdorf                                                  | 25 319,64                                                    | 23 936                                                       | Еннерсдорф                                                   |
| 4                                                            | Маттерсбург*                                                 | Mattersburg                                                  | 23 764,11                                                    | 31 075                                                       | Маттерсбург*                                                 | Mattersburg                                                  | 23 764,11                                                    | 31 075                                                       | Маттерсбург*                                                 |
| 5                                                            | Нойзидль-ам-Зе                                               | Neusiedl am See                                              | 103 755,45                                                   | 46 206                                                       | Нойзидль-ам-Зе                                               | Neusiedl am See                                              | 103 755,45                                                   | 46 206                                                       | Нойзидль-ам-Зе                                               |
| 6                                                            | Оберварт                                                     | Oberwart                                                     | 73 208,51                                                    | 57 515                                                       | Оберварт                                                     | Oberwart                                                     | 73 208,51                                                    | 57 515                                                       | Оберварт                                                     |
| 7                                                            | Оберпуллендорф                                               | Oberpullendorf                                               | 70 079,42                                                    | 50 571                                                       | Оберпуллендорф                                               | Oberpullendorf                                               | 70 079,42                                                    | 50 571                                                       | Оберпуллендорф                                               |
| Бургенланд — Liste der Gerichtsbezirke im Burgenland         | Бургенланд — Liste der Gerichtsbezirke im Burgenland         | Бургенланд — Liste der Gerichtsbezirke im Burgenland         | Бургенланд — Liste der Gerichtsbezirke im Burgenland         | Бургенланд — Liste der Gerichtsbezirke im Burgenland         | Бургенланд — Liste der Gerichtsbezirke im Burgenland         | Бургенланд — Liste der Gerichtsbezirke im Burgenland         | 396 180,25                                                   | 285 698                                                      | Айзенштадт                                                   |
| * — до 1924 года Маттерсдорф (нем. Mattersdorf)              |                                                              |                                                              |                                                              |                                                              |                                                              |                                                              |                                                              |                                                              |                                                              |

⇑

### Современное положение
В Бургенланде региональный суд — Земельный суд Айзенштадта был учреждён на основании Федерального закона от 2 декабря 1958 года № 269. Закон вступил в силу с 1 января 1959 года. После его создания классификация других юрисдикций, однако, осталась неизменной. В слиянии районных судов, как в других федеральных землях, не было необходимости вплоть до 1 января 2018 года, когда произошло слияние районных судов Еннерсдорф и Гюссинг.

## Судебные округа
| Список судебных округов Бургенланда по состоянию на 1 января 2018 года                            | Список судебных округов Бургенланда по состоянию на 1 января 2018 года | Список судебных округов Бургенланда по состоянию на 1 января 2018 года | Список судебных округов Бургенланда по состоянию на 1 января 2018 года | Список судебных округов Бургенланда по состоянию на 1 января 2018 года | Список судебных округов Бургенланда по состоянию на 1 января 2018 года | Список судебных округов Бургенланда по состоянию на 1 января 2018 года | Список судебных округов Бургенланда по состоянию на 1 января 2018 года | Список судебных округов Бургенланда по состоянию на 1 января 2018 года | Список судебных округов Бургенланда по состоянию на 1 января 2018 года |
| Судебные округа                                                                                   | Судебные округа                                                        | Судебные округа                                                        | Судебные округа                                                        | Судебные округа                                                        | Судебные округа                                                        | Вышестоящие суды                                                       | Вышестоящие суды                                                       | Вышестоящие суды                                                       | Код и название политического округа                                    |
| Кодовый номер                                                                                     | Название                                                               | Название                                                               | Дата образования                                                       | Территория, га                                                         | Население, чел. (2015.01.01)                                           | Земельный суд                                                          | Высший земельный суд                                                   | Верховный суд                                                          | Код и название политического округа                                    |
| Кодовый номер                                                                                     | (рус.)                                                                 | (нем.)                                                                 | Дата образования                                                       | Территория, га                                                         | Население, чел. (2015.01.01)                                           | Земельный суд                                                          | Высший земельный суд                                                   | Верховный суд                                                          | Код и название политического округа                                    |
| ------------------------------------------------------------------------------------------------- | ---------------------------------------------------------------------- | ---------------------------------------------------------------------- | ---------------------------------------------------------------------- | ---------------------------------------------------------------------- | ---------------------------------------------------------------------- | ---------------------------------------------------------------------- | ---------------------------------------------------------------------- | ---------------------------------------------------------------------- | ---------------------------------------------------------------------- |
| 1011                                                                                              | Айзенштадт                                                             | Eisenstadt                                                             | 1921.07.22                                                             | 51 550,60                                                              | 57 242                                                                 | Земельный суд Айзенштадта                                              | Высший земельный суд Вены                                              | Верховный суд Австрии                                                  | ↓ 101, 102, 103                                                        |
| ↑                                                                                                 | ↑                                                                      | ↑                                                                      | 1921.07.22                                                             | 4 284,34                                                               | 13 664                                                                 | Земельный суд Айзенштадта                                              | Высший земельный суд Вены                                              | Верховный суд Австрии                                                  | 101 — Айзенштадт (Штадт)                                               |
| ↑                                                                                                 | ↑                                                                      | ↑                                                                      | 1921.07.22                                                             | 1 998,96                                                               | 1 929                                                                  | Земельный суд Айзенштадта                                              | Высший земельный суд Вены                                              | Верховный суд Австрии                                                  | 102 — Руст (Штадт)                                                     |
| ↑                                                                                                 | ↑                                                                      | ↑                                                                      | 1921.07.22                                                             | 45 267,30                                                              | 41 649                                                                 | Земельный суд Айзенштадта                                              | Высший земельный суд Вены                                              | Верховный суд Австрии                                                  | 103 — Айзенштадт-Умгебунг                                              |
| 1041                                                                                              | Гюссинг                                                                | Güssing                                                                | 2018.01.01                                                             | 73 822,16                                                              | 43 487                                                                 | Земельный суд Айзенштадта                                              | Высший земельный суд Вены                                              | Верховный суд Австрии                                                  | ↓ 104, 105                                                             |
| 1041 ↑                                                                                            | Гюссинг                                                                | Güssing                                                                | 1921.07.22                                                             | 48 502,52                                                              | 26 272                                                                 | Земельный суд Айзенштадта                                              | Высший земельный суд Вены                                              | Верховный суд Австрии                                                  | 104 — Гюссинг                                                          |
| 1051 ↑                                                                                            | Еннерсдорф                                                             | Jennersdorf                                                            | 1921.07.22                                                             | 25 319,64                                                              | 17 215                                                                 | Земельный суд Айзенштадта                                              | Высший земельный суд Вены                                              | Верховный суд Австрии                                                  | 105 — Еннерсдорф                                                       |
| 1061                                                                                              | Маттерсбург                                                            | Mattersburg                                                            | 1921.07.22                                                             | 23 764,11                                                              | 39 364                                                                 | Земельный суд Айзенштадта                                              | Высший земельный суд Вены                                              | Верховный суд Австрии                                                  | 106 — Маттерсбург                                                      |
| 1071                                                                                              | Нойзидль-ам-Зе                                                         | Neusiedl am See                                                        | 1921.07.22                                                             | 103 755,45                                                             | 57 031                                                                 | Земельный суд Айзенштадта                                              | Высший земельный суд Вены                                              | Верховный суд Австрии                                                  | 107 — Нойзидль-ам-Зе                                                   |
| 1091                                                                                              | Оберварт                                                               | Oberwart                                                               | 1921.07.22                                                             | 73 208,51                                                              | 53 610                                                                 | Земельный суд Айзенштадта                                              | Высший земельный суд Вены                                              | Верховный суд Австрии                                                  | 109 — Оберварт                                                         |
| 1081                                                                                              | Оберпуллендорф                                                         | Oberpullendorf                                                         | 1921.07.22                                                             | 70 079,42                                                              | 37 622                                                                 | Земельный суд Айзенштадта                                              | Высший земельный суд Вены                                              | Верховный суд Австрии                                                  | 108 — Оберпуллендорф                                                   |
| 1                                                                                                 | Бургенланд                                                             | Бургенланд                                                             | Бургенланд                                                             | 396 180,25                                                             | 288 356                                                                | Burgenland                                                             | Burgenland                                                             | Burgenland                                                             | SS: 101, 102; PB: 103÷109*                                             |
| * SS — штатутарштадты (нем. Statutarstädte); PB — политические округа (нем. politischer Bezirke). |                                                                        |                                                                        |                                                                        |                                                                        |                                                                        |                                                                        |                                                                        |                                                                        |                                                                        |

Q: STATISTIK AUSTRIA. Erstellt am 1.1.2016  (нем.)
⇑

## Упразднённые судебные округа
| Список упразднённых судебных округов Бургенланда по состоянию на 1 января 2018 года                           | Список упразднённых судебных округов Бургенланда по состоянию на 1 января 2018 года | Список упразднённых судебных округов Бургенланда по состоянию на 1 января 2018 года | Список упразднённых судебных округов Бургенланда по состоянию на 1 января 2018 года | Список упразднённых судебных округов Бургенланда по состоянию на 1 января 2018 года | Список упразднённых судебных округов Бургенланда по состоянию на 1 января 2018 года | Список упразднённых судебных округов Бургенланда по состоянию на 1 января 2018 года | Список упразднённых судебных округов Бургенланда по состоянию на 1 января 2018 года |
| Кодовый номер                                                                                                 | Название судебного округа                                                           | Название судебного округа                                                           | Дата образования судебного округа                                                   | Дата ликвидации судебного округа                                                    | Земельный суд                                                                       | Высший земельный суд                                                                | Политический округ                                                                  |
| Кодовый номер                                                                                                 | (рус.)                                                                              | (нем.)                                                                              | Дата образования судебного округа                                                   | Дата ликвидации судебного округа                                                    | Земельный суд                                                                       | Высший земельный суд                                                                | Политический округ                                                                  |
| --- | ----------------------------------------------------------------------------------- | ----------------------------------------------------------------------------------- | ----------------------------------------------------------------------------------- | ----------------------------------------------------------------------------------- | ----------------------------------------------------------------------------------- | ----------------------------------------------------------------------------------- | ----------------------------------------------------------------------------------- |
| За период с 15 июля 1922 года до 1 января 2018 года судебные округа на территории Бургенланда не упразднялись |                                                                                     |                                                                                     |                                                                                     |                                                                                     |                                                                                     |                                                                                     |                                                                                     |
| 1011 | Айзенштадт (Штадт)                                                                  | Eisenstadt(Stadt)                                                                   | 1921.07.22                                                                          | 2010.01.01                                                                          | Земельный суд Айзенштадта                                                           | Высший земельный суд Вены                                                           | Айзенштадт (Штадт)                                                                  |
| 1021 | Айзенштадт (Руст)                                                                   | Eisenstadt(Rust)                                                                    | 1921.07.22                                                                          | 2010.01.01                                                                          | Земельный суд Айзенштадта                                                           | Высший земельный суд Вены                                                           | Руст (Штадт)                                                                        |
| 1031 | Айзенштадт (Ланд)                                                                   | Eisenstadt(Land)                                                                    | 1921.07.22                                                                          | 2010.01.01                                                                          | Земельный суд Айзенштадта                                                           | Высший земельный суд Вены                                                           | Айзенштадт-Умгебунг                                                                 |
| 1051 | Еннерсдорф                                                                          | Jennersdorf                                                                         | 1921.07.22                                                                          | 2018.01.01                                                                          | Земельный суд Айзенштадта                                                           | Высший земельный суд Вены                                                           | Еннерсдорф                                                                          |

Q: STATISTIK AUSTRIA. Erstellt am 1.1.2016  (нем.)
⇑

## Доказательства и источники
- Австрийская информационная система Rechtsinformationssystem des Bundes (RIS)  (нем.)
- Исторические законы и нормативные акты ALEX Historische Rechts- und Gesetzestexte Online  (нем.)
- Географические справочники, 1903÷1908 GenWiki  (нем.)
- Географические справочники GenWiki  (нем.)
- Австрия GenWiki  (нем.)
- Региональный научно-исследовательский портал GenWiki  (нем.)

⇑

## Комментарии
1. ↑  Судебный округ Айзенштадт (Штадт) был одной из трёх частей районного суда Айзенштадта. С 1 января 2010 года, наряду с частями Айзенштадт (Руст) и Айзенштадт (Ланд), — районный суд Айзенштадт (кодовый номер 1011)
2. ↑  Судебный округ Айзенштадт (Руст) был одной из трёх частей районного суда Айзенштадта. С 1 января 2010 года потерял свой идентификатор 1021 и вошёл в состав районного суда Айзенштадта под кодовым номером 1011
3. ↑  Судебный округ Айзенштадт (Ланд) был одной из трёх частей районного суда Айзенштадта. С 1 января 2010 года потерял свой идентификатор 1031 и вошёл в состав районного суда Айзенштадта под кодовым номером 1011

## Внешние ссылки
- Немецко-русский переводчик, Google

## Лицензия
- Лицензия: Namensnennung 3.0 Österreich (CC BY 3.0 AT)  (нем.)